# Kirchenburg Arbegen

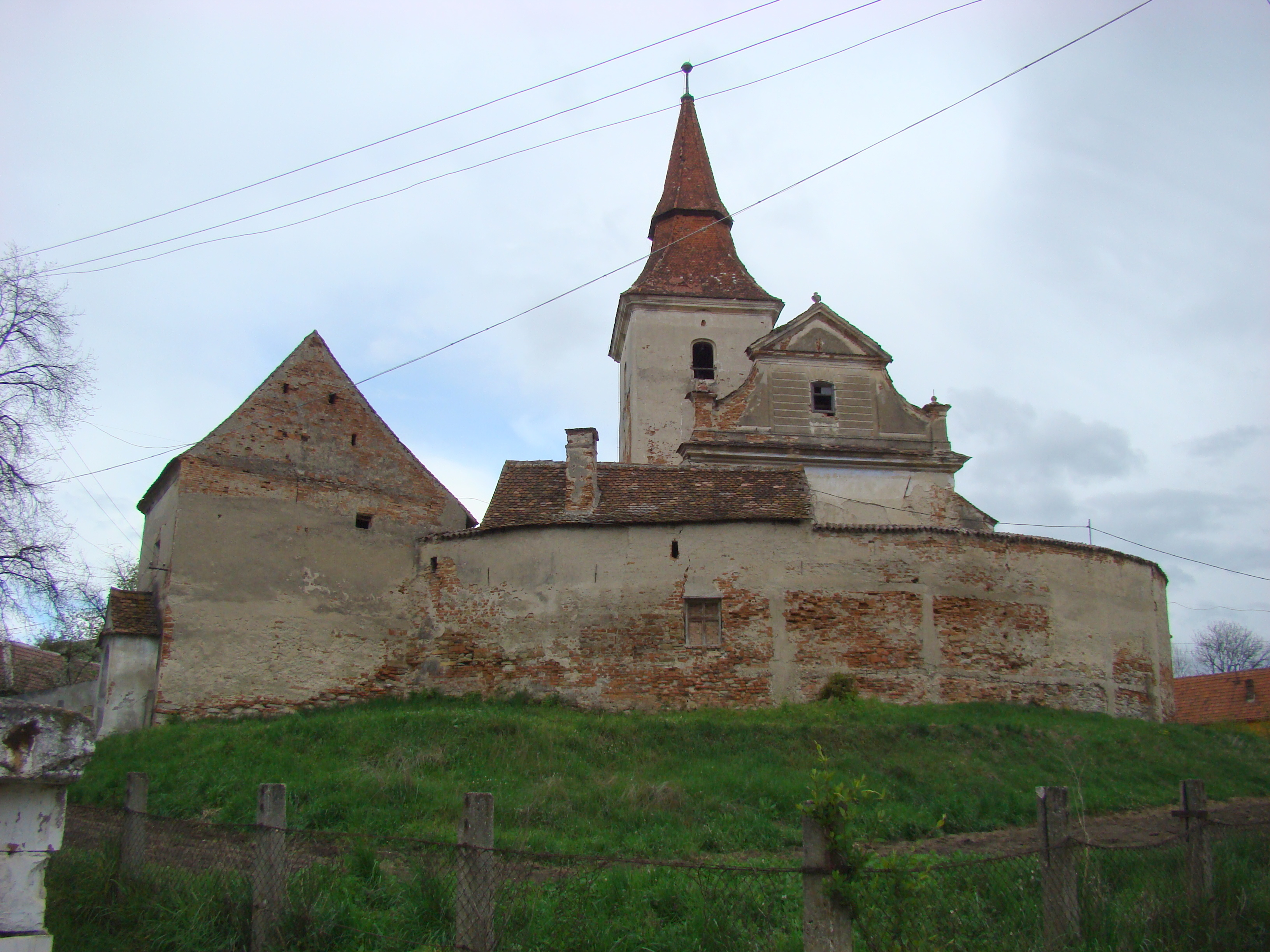
Kirchenburg Arbegen

Die Kirchenburg Arbegen (rumänisch Biserica fortificată din Agârbiciu) befindet sich im siebenbürgischen Arbegen in Rumänien.

## Geschichte
Mit der Nennung von Nikolaus von Arbegen wird das Dorf am Zusammenfluss des Schaaler Bachs mit dem Weißbach 1343 erstmals erwähnt. Auf einer Anhöhe in der Dorfmitte wurde im frühen 14. Jahrhundert eine Basilika errichtet. Bei der Befestigung der Anlage im späten 15. Jahrhundert brach man wohl die Seitenschiffe ab. Dabei wurde auch das Chorjoch ummantelt und mit einem Wehrturm aufgestockt, während man die Strebepfeiler des Abschlusspolygons mit Ziegelbögen verband. Seit 1502 umgibt eine Wehrmauer die Kirche. Im Jahr 1827 wurden die Kampfplattform des Chors und der hölzerne Wehrgang am Turm beseitigt. Das Dach der Kirche von 1854 schließt mit einem Westgiebel in barocken Formen ab. 

## Bering
Der Bering hat die Form eines unregelmäßigen Vielecks. Zugang zur Anlage bietet ein Haus in der Nordwestecke.

## Bauensemble
Im Osten des Kirchensaals schließt der Glockenturm an, der mit dem 5/8-polygonalen Chor durch einen Spitzbogen verbunden ist. Turm und Chor haben ein Kreuzrippengewölbe. Der Kirchensaal ist seit der Spätgotik mit einem Netzrippengewölbe überdeckt und erhielt im frühen 19. Jahrhundert ein auf Wandpfeilern gelagertes Tonnengewölbe mit Stichkappen, die sich in Abschlusspolygonen fortsetzen.
Die Ausstattung der Kirche stammt aus der Mitte des 18. Jahrhunderts, die Orgel mit barockem Prospekt stammt von 1857.